# Turbinaria mesenterina

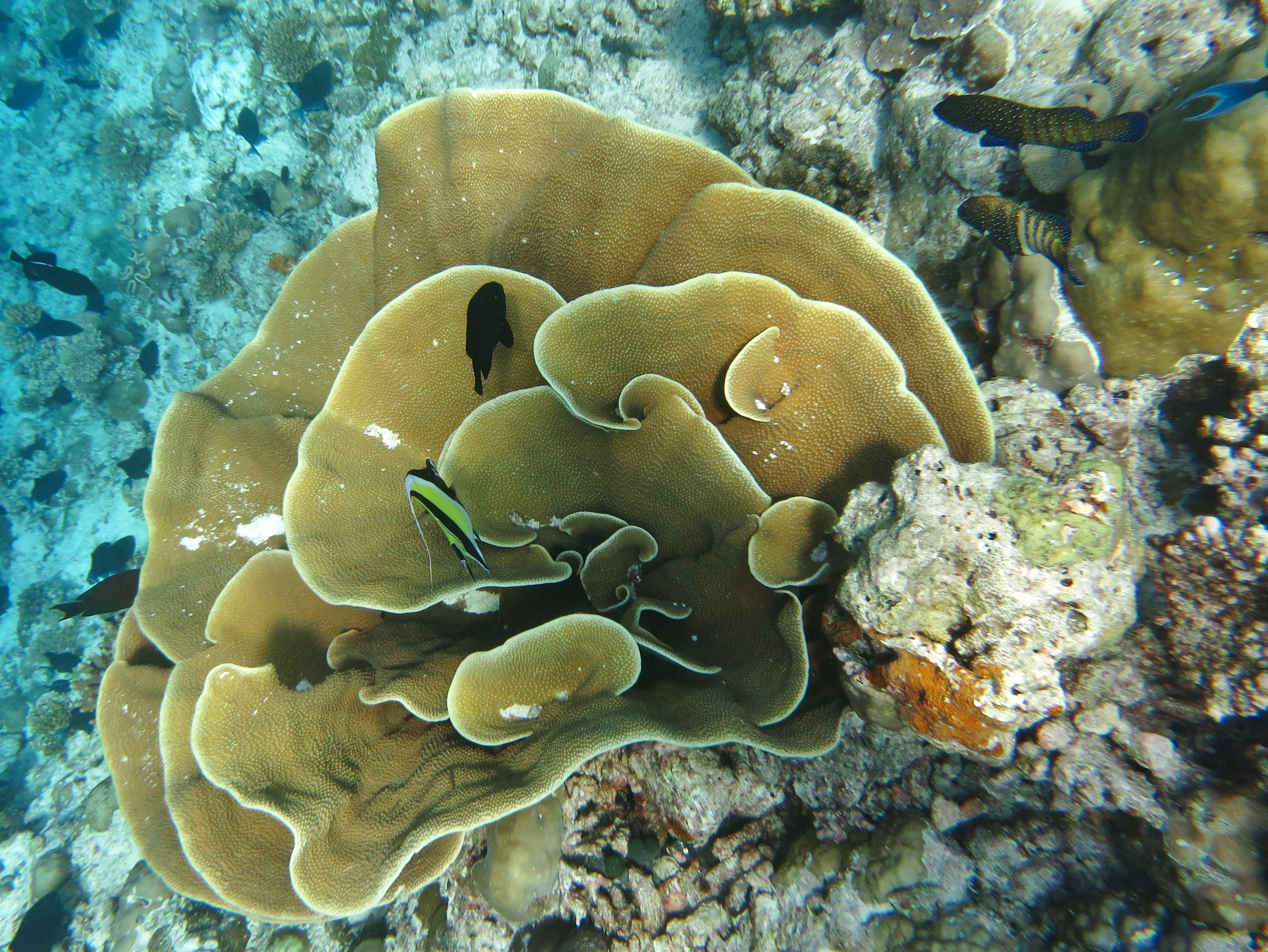
Turbinaria mesenterina en el atolón Baa, Maldivas

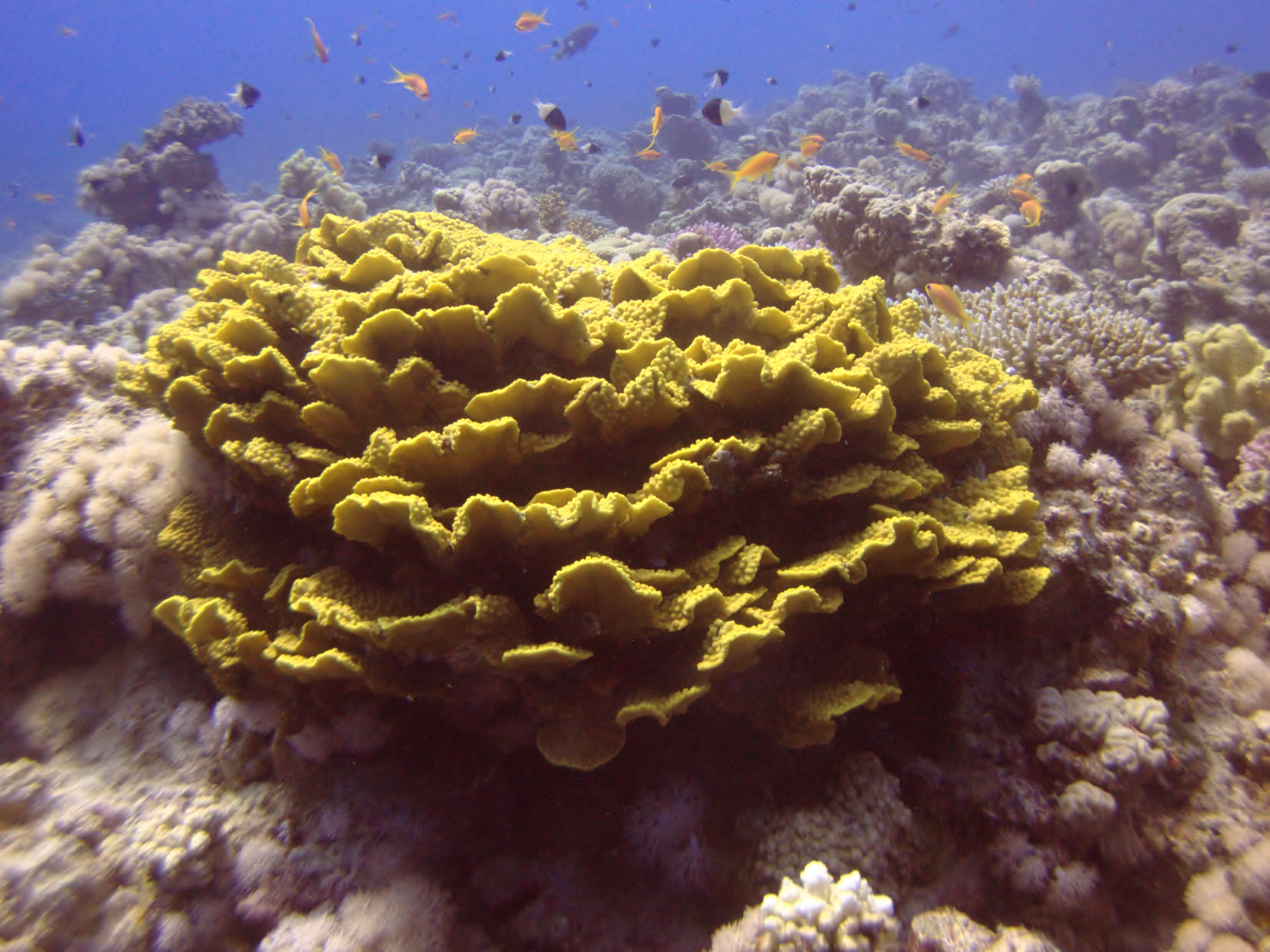
Turbinaria mesenterina, Dhahab, Egipto

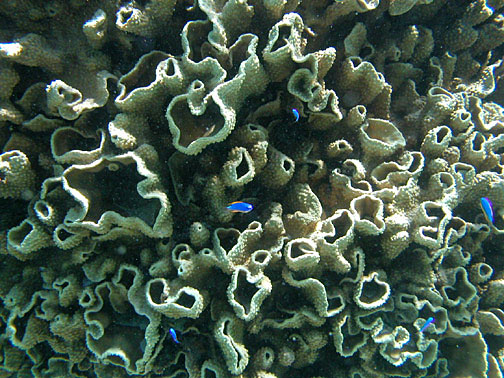
Turbinaria mesenterina, Samoa Americana

Turbinaria mesenterina es una especie de coral duro, de la familia Dendrophylliidae, orden Scleractinia. 
Este género se encuadra en los corales hermatípicos, que tienen algas zooxantelas y son constructores de arrecifes. 

## Morfología
Como todas las especies del género, fácilmente reconocible pero con gran plasticidad fenotípica, dependiendo de las condiciones de las corrientes e iluminación, que las hace difícilmente diferenciables entre sí. Las formas más contorsionadas crecen en áreas más superficiales y las de zonas de mayor profundidad son más horizontales, dependiendo de la disponibilidad de luz. A menudo con formas espirales en forma de vaso o extendiéndose como frondes a modo de hojas, horizontales o verticales. 
Con esqueleto esponjoso y poroso. Los coralitos, que emergen solo en una cara, son cónicos, están ligeramente salientes, y, miden entre 1,2 y 2 mm de diámetro. 
Tentáculos generalmente extendidos solo durante la noche, y con semejanza a una flor.
Los pólipos son muy pequeños y están muy espaciados en la superficie de la colonia. Presentan unas células urticantes denominadas nematocistos, empleadas en la caza de presas microscópicas de fitoplancton. Su coloración varía en gamas intermedias de marrón, beige, amarillo o verde, en ocasiones mezclados con gris, así como con el perímetro de la colonia en tono más pálido. 
Normalmente su tamaño es menor de 1 m de diámetro, pero en ocasiones mucho mayor.

## Alimentación
Los pólipos contienen algas simbióticas; mutualistas (ambos organismos se benefician de la relación) llamadas zooxantelas. Las algas realizan la fotosíntesis produciendo oxígeno y azúcares, que son aprovechados por los pólipos, y se alimentan de los catabolitos del coral (especialmente fósforo y nitrógeno). Esto les proporciona entre el 75 y el 95% de sus necesidades alimenticias. El resto lo obtienen atrapando plancton microscópico y materia orgánica disuelta del agua.

## Reproducción
Se reproducen tanto asexualmente, por gemación, como sexualmente, liberando gran cantidad de esperma y huevos a la columna de agua, donde, una vez producida la fertilización, las larvas planctónicas deambulan por el agua arrastradas por las corrientes, antes de metamorfosearse en pólipos. Una vez adheridos al sustrato, secretan carbonato cálcico para construir su coralito, o esqueleto individual. Posteriormente, se reproducen asexualmente, conformando una nueva colonia coralina sésil.

## Hábitat y distribución
Su distribución geográfica comprende el Indo-Pacífico, desde Somalia, Kenia, Madagascar, Mar Rojo, el Golfo Arábigo y el Pacífico oeste y central. 
Es una especie nativa en Arabia Saudí; Australia; Baréin; Camboya; China; Comoros; Islas Cook; Egipto; Emiratos Árabes Unidos; Eritrea; Fiyi; India; Indonesia; Irán, Irak; Islas Marianas;Israel; Japón; Jordania; Kenia; Kiribati; Kuwait; Madagascar; Malasia; Maldivas; Islas Marshall; Mauricio; Mayotte; Micronesia, Mozambique; Myanmar; Nauru; Nueva Caledonia; Niue;  Omán; Palau; Papúa Nueva Guinea; Filipinas; Polinesia; Catar; Reunión; Samoa; Samoa Americana; Seychelles; Singapur; Islas Salomón; Somalia; Sudáfrica; Sri Lanka; Sudán; Taiwán; Tanzania; Tailandia; Tokelau; Tonga; Tuvalu; Vanuatu; Vietnam; Wallis y Futuna; Yemen y Yibuti.
Se ubica en áreas soleadas del arrecife, y zonas de aguas turbias, entre 0 y 20 m de profundidad. En este tipo de hábitats es una especie común, e incluso dominante.

## Mantenimiento
Los Turbinaria son razonablemente robustos y agradecidos, tanto a la luz, como a la corriente. Una luz de moderada a alta satisfará a la mayoría de las colonias aclimatadas al acuario. Respecto a la corriente, parecen ser agradecidas a cualquier tipo, ya que adaptan su crecimiento al medio que les rodea. 
Es un género poco agresivo con otros corales. De todos modos, cuando se le molesta, desprende un mucus que puede dañar a otros corales. 
Aunque tengan zooxantelas, hay que alimentarlas con microplancton, al menos dos veces por semana.

## Conservación
T. mesenterina está ampliamente distribuida y, a veces, es común en su rango. Las tendencias de la población son desconocidas, pero se pueden inferir a tenor de la degradación del hábitat, debido principalmente al cambio climático y a la acidificación del océano. Esta estimación de la degradación del hábitat, más la reducción del 36% de la población en tres generaciones, o 30 años, son los parámetros que han determinado a la Unión Internacional para la Conservación de la Naturaleza, UICN, a incluir la especie en la categoría de Vulnerable, bajo el criterio A4c.

### Acciones de conservación
Como todos los corales, esta especie está incluida en el Apéndice II de CITES.
Partes del rango de distribución de la especie están incluidas en áreas marinas protegidas. Las medidas para la conservación de la especie incluyen investigaciones sobre taxonomía, población, abundancia y tendencias, estado ecológico y del hábitat; amenazas y resiliencia a las mismas; identificación, establecimiento y gestión de nuevas áreas protegidas, expansión de las existentes; reproducción artificial y crio-conservación de gametos.
Se recomienda supervisar las poblaciones, para monitorear el efecto producido en ellas por la recolección para el comercio de acuariofilia, especialmente en Indonesia.